# Jenny Be Good
Jenny Be Good er en amerikansk stumfilm fra 1920 af William Desmond Taylor.

## Medvirkende
- Mary Miles Minter som Jenny Riano
- Jay Belasco som Royal Renshaw
- Margaret Shelby som Jolanda Van Mater
- Fred R. Stanton som Aaron Shuttles
- Sylvia Ashton som Sophia Shuttles
- J. Edwin Brown som Gene Jiggs
- Lillian Rambeau som Mrs. Van Mater
- Catherine Wallace som Polly Primrose
- Fanny Cossar som Clementina Jiggs
- Maggie Fisher som Nancy Beedle
- Grace Pike som Mrs. Rossiter-Jones